# ويس هال
ويس هال (12 سبتمبر 1937 بباربادوس - ) (بالإنجليزية: Wes Hall)‏ هو سياسي ولاعب كريكت باربادوسي. شارك مع منتخب الهند الغربية للكريكت ومنتخب ترينيداد وتوباغو الوطني للكريكت ومنتخب باربادوس الوطني للكريكت. أما مع النوادي، فقد لعب مع فريق كوينسلاند للكريكت ‏.

## وصلات خارجية
- ويس هال على موقع إي آس بي آن كريك إنفو (الإنجليزية)